# Волга (Кировская область)
Волга — упразднённая в 2012 году деревня в Кильмезском районе Кировской области. На год упразднения входила в состав Рыбно-Ватажского сельского поселения.

## География
Расположена на реке Вахма, на расстоянии в 28 км от деревни Рыбная Ватага и примерно 45 км по прямой на север от райцентра посёлка Кильмезь.

## История
Известна с 1939 года.
Снята с учёта 28.06.2012 Законом Кировской области от 28.06.2012 № 178-ЗО.

### Административно-территориальная принадлежность
Входила в Дорошатский сельсовет, Дорошатский сельский округ, затем в Рыбно-Ватажское сельское поселение.

## Население
В 1950 году 159 жителей, в 1989 66 жителей, в 2010 — 0.

### Национальный состав
Согласно результатам переписи 2002 года, в национальной структуре населения татары составляли 100 % из 62 чел., из них мужчин 28, женщин 34.

## Инфраструктура
Личное подсобное хозяйство. В 1950 году 30 домохозяйств.

## Транспорт
Просёлочная дорога.